# Heeger Árpád

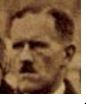
Heeger Árpád

Heeger Árpád (Budapest, 1888. szeptember 11. – 1966) okleveles mérnök, a Magyar Államvasutak (MÁV) főmérnöke, országgyűlési pótképviselő, kiemelkedő közéleti és sportvezető.
A MÁV-nál végzett tevékenysége mellett aktívan részt vett politikai és társadalmi életben, és számos katonai kitüntetést szerzett.

## Család és tanulmányok
Heeger Budapesten született 1888-ban. Édesapja néhai Heeger Gyula, a MÁV osztályvezető-főfelügyelője volt
Középiskolai tanulmányait a szegedi állami főreáliskolában végezte, majd a Királyi József Műegyetemen 1911-ben mérnöki oklevelet szerzett. Katonai szolgálatát a császári és királyi vasúti- és távirdaezrednél töltötte önkéntesként.

## Pályafutás a MÁV-nál
1912-ben kezdett dolgozni a MÁV-nál, először a szegedi, majd a kiskunfélegyházai osztálymérnökségnél volt beosztott mérnök. Innen a budapesti üzletvezetőség számosztályára került, majd a Budapest–Kiskőrös-vonal második vágányépítő felügyelőséghez kapott beosztást.

## Katonai szolgálat és háborús évek
Az első világháború alatt 1914-ben hadapród lett, majd 1916 augusztusában főhadnaggyá léptették elő. Szolgálatot teljesített az összes hadszíntéren, ahol a MÁV és a Délivasút különítményeinek parancsnoka volt. 1917-ben, a harctéren szerzett betegsége miatt Budapestre vezényelték. A világháború után, 1919-ben főmérnökké nevezték ki.

## Szakmai karrier a háború után
1921-ben az építési és pályafenntartási főosztály igazgatói személyi titkáraként dolgozott, majd az építési és pályafenntartási főosztály személyzetügyi csoportjának vezetője lett. Emellett műszaki tanácsosként is tevékenykedett. Érdemeiért a Ferenc József-rend lovagkeresztjével és több más katonai kitüntetéssel tüntették ki.

## Politikai tevékenység
Heeger 1920-ban kapcsolódott be a politikai életbe, amikor a Községi Polgári Párt pótbizottsági tagja lett, majd az Egységes Párt listáján országgyűlési pótképviselőként tevékenykedett. Szorosan együttműködött a vasutas érdekképviseletekkel, és kiemelten foglalkozott a vasutasok munkakörülményeinek javításával.

## Közéleti és sportvezetői szerep
Számos társadalmi szervezet tagja és vezetője volt. Alelnöke volt a Terézvárosi Társaskörnek, valamint a Magyar Ökölvívó Szövetségnek. Aktívan részt vett a Magyar Birkózók Szövetségében, valamint részt vett a Magyar Vasutasok Szövetségének és más vasutasjóléti egyesületek vezetésében. 1926-ban kiadta a „Világháborúban kitüntetett közlekedési alkalmazottak arcképcsarnoka” című könyvet, valamint felelős szerkesztője volt a „Hadviselt Vasutas”, az „Ökölvívó Közlöny” és az Amatőr Birkózó című lapoknak is.
Heeger részt vett a Zebegény-Ujvölgyi Fürdő- és Üdülőtelep Egyesület munkájában is, amelynek elnöke volt.

## Kitüntetések, külföldi tevékenységek és elismerések
Számos katonai és civil kitüntetés birtokosa volt, többek között a Ferenc József-rend lovagkeresztje a kardokkal, ezüst és bronz Signum Laudis érdemérmek, a Károly csapatkereszt, a Magyar Vöröskereszt II. osztályú keresztje, a háborús emlékérmek kardokkal és sisakkal, az 1912–13-as emlékkereszt, valamint a Német háborús emlékkereszt. Munkásságáért miniszteri elismerést is kapott.
Nemzetközi kapcsolatait is ápolta, és az Országos Vitézi Szék megbízásából egész Nyugat-Európát beutazta. A Német Frontharcosok Szövetsége magyarországi képviselője volt, és számos külföldi kitüntetést kapott, köztük a Német Becsületrend munkatársa és a Deutscher Krieger Bund parancsnoki keresztje.

## Forrás
Magyar politikai lexikon - politikai Magyarország 1929-1935 (Budapest, 1936) | Arcanum Újságok (magyar nyelven). adt.arcanum.com. (Hozzáférés: 2024. október 10.)